# إيليا ديزيل
إيليا ديزيل (بالإنجليزية: Elijah Iles)‏ (و. 1796 – 1883 م) هو سياسي من الولايات المتحدة الأمريكية .